# Республиканские выборы в СССР (1967)
Весной 1967 года в Союзе Советских Социалистических Республик прошли республиканские выборы, по итогу которых были избраны Верховные Советы союзных республик СССР.

## Ход выборов
| Страна  | Выборы                                  | Итоги      | Примечания        |
| ------- | --------------------------------------- | ---------- | ----------------- |
| АзССР   | Выборы в Верховный Совет АзССР (1967)   | 380 из 380 |                   |
| АрССР   | Выборы в Верховный Совет АрССР (1967)   | ???        | Состав неизвестен |
| БССР    | Выборы в Верховный Совет БССР (1967)    | 438 из 438 |                   |
| ГССР    | Выборы в Верховный Совет ГССР (1967)    | 399 из 399 |                   |
| КазССР  | Выборы в Верховный Совет КазССР (1967)  | 471 из 471 |                   |
| КирССР  | Выборы в Верховный Совет КирССР (1967)  | ???        | Состав неизвестен |
| ЛатССР  | Выборы в Верховный Совет ЛатССР (1967)  | 310 из 310 |                   |
| ЛитССР  | Выборы в Верховный Совет ЛитССР (1967)  | 290 из 290 |                   |
| МССР    | Выборы в Верховный Совет МССР (1967)    | ???        | Состав неизвестен |
| РСФСР   | Выборы в Верховный Совет РСФСР (1967)   | 883 из 883 |                   |
| ТаджССР | Выборы в Верховный Совет ТаджССР (1967) | ???        | Состав неизвестен |
| ТурССР  | Выборы в Верховный Совет ТурССР (1967)  | 285 из 285 |                   |
| УзССР   | Выборы в Верховный Совет УзССР (1967)   | ???        | Состав неизвестен |
| УССР    | Выборы в Верховный Совет УССР (1967)    | 469 из 469 |                   |
| ЭССР    | Выборы в Верховный Совет ЭССР (1967)    | 178 из 178 |                   |